# Makenis
Makenis (in armeno Մաքենիս?) è un comune dell'Armenia di 465 abitanti (2009) della provincia di Gegharkunik.